# Aurelio Ricchetti
Aurelio Mario Marco Ricchetti (Reggio Emilia, 1º aprile 1876 – Milano, 5 giugno 1939) è stato un militare e politico italiano.

## Biografia
Entrato al collegio militare di Roma nel 1889, ammesso in accademia nel 1894, coi successivi passaggi di grado è stato insegnante di storia militare e dell'arte militare e di logistica all'accademia di Roma e all'istituto di guerra marittima. Ha scritto una storia delle guerre balcaniche in due volumi tradotta anche in diversi paesi esteri. Durante la guerra è stato sottocapo e capo di Stato maggiore e al termine del conflitto ha comandato la scuola centrale di artiglieria. Convinto sostenitore dell'autarchia nel 1933 viene chiamato al Ministero della guerra a dirigere il servizio chimico militare.
Ha lavorato, in modo particolare, sui due fronti della gomma sintetica e di quella ricavata dalle piante; per quest'ultima ha promosso la costituzione di una società anonima per la coltivazione in Sardegna del guayule, un arbusto all'epoca adoperato come fonte alternativa al lattice ipoallergico e al posto della gomma naturale da Hevea. Ha promosso inoltre lo sviluppo dell'industria per la lavorazione del quarzo e dello sfruttamento dei boschi italiani per ridurre le importazioni di colofonia. Altro campo di interesse autarchico del Ricchetti è stato quello dei carburanti, per i quali ha promosso uno studio - rimasto poi tale - per ottenere alcool metilico dalla segatura e dagli steli di granturco.
Conferenziere e collaboratore di riviste militari, muore a causa di un infarto a Milano, dov'è di passaggio di ritorno dalla Germania, due mesi dopo la nomina a senatore voluta personalmente da Mussolini.